# سه‌گانه در المپیک تابستانی ۲۰۱۶
ورزش سه‌گانه یکی از ورزش‌های بازی‌های المپیک تابستانی ۲۰۱۶ است که از ۱۸ تا ۲۰ اوت ۲۰۱۶ برگزار شده است.
این مسابقات در ۲ بخش مردان و زنان در دژ کوپاکابانا انجام شده.

## کشورهای شرکت‌کننده
- آرژانتین (۲)
- استرالیا (۶)
- اتریش (۳)
- جمهوری آذربایجان (۱)
- باربادوس (۱)
- بلژیک (۴)
- برمودا (۱)
- برزیل (۲)
- کانادا (۵)
- شیلی (۱)
- چین (۲)
- کاستاریکا (۱)
- جمهوری چک (۱)
- دانمارک (۱)
- اکوادور (۱)
- استونی (۱)
- فرانسه (۴)
- آلمان (۵)
- بریتانیای کبیر (۶)
- مجارستان (۴)
- ایرلند (۲)
- اسرائیل (۱)
- ایتالیا (۴)
- ژاپن (۴)
- اردن (۱)
- موریس (۱)
- مکزیک (۵)
- هلند (۲)
- نیوزیلند (۵)
- لهستان (۱)
- پرتغال (۳)
- روسیه (۵)
- اسلواکی (۱)
- اسلوونی (۱)
- آفریقای جنوبی (۴)
- اسپانیا (۶)
- سوئد (۱)
- سوئیس (۳)
- اوکراین (۱)
- ایالات متحده آمریکا (۶)

## جدول مدال‌ها
| رتبه  | کشور                | طلا | نقره | برنز | مجموع |
| 1     | بریتانیای کبیر      | ۱   | ۱    | ۱    | ۳     |
| 2     | ایالات متحده آمریکا | ۱   | ۰    | ۰    | ۱     |
| 3     | سوئیس               | ۰   | ۱    | ۰    | ۱     |
| 4     | آفریقای جنوبی       | ۰   | ۰    | ۱    | ۱     |
| مجموع | مجموع               | ۲   | ۲    | ۲    | ۶     |

## مدال‌آوران
| رویداد | طلا                                 | نقره                          | برنز                        |
| مردان  | آلستر براونلی · بریتانیای کبیر      | جانی براونلی · بریتانیای کبیر | هنری شومن · آفریقای جنوبی   |
| زنان   | گوئن یورنگنسن · ایالات متحده آمریکا | نیکول اسپریگ · سوئیس          | ویکی هالند · بریتانیای کبیر |